# カーネーション (椎名林檎の曲)
「カーネーション」は、日本のシンガーソングライター・椎名林檎による楽曲。
2011年11月2日にEMIミュージック・ジャパンより発売された12枚目のシングルの表題曲として発表された。

## 概要
本作はソロ名義としては前作『ありあまる富』より約2年半ぶりとなるシングル。表題曲の「カーネーション」は、NHK連続テレビ小説『カーネーション』の主題歌として書き下ろされた楽曲である。前作「ありあまる富」に引き続き、2作連続でテレビドラマ主題歌のタイアップとなった。

## 製作の背景
椎名が音楽監督を務めた映画『さくらん』（2007年）で音楽スーパーバイザーを担当していた安井輝がドラマ『カーネーション』の制作に携わっており、椎名に声を掛けたことで主題歌を担当することが決まった。当初は「とにかくアッパーな曲を」という依頼を受け、カップリング曲として収録されている「人生は思い通り」を製作したが、オープニングの映像を見て脚本を読み進めていくうちに、もう1曲製作されたのが表題曲の「カーネーション」である。計2曲を提出し、結果として主題歌は「カーネーション」に決定した。

## 収録曲
1. カーネーション（L'œillet）
  - NHK連続テレビ小説『カーネーション』主題歌。
  - 10月29日放送の『COUNT DOWN TV』、11月11日放送の『ミュージックステーション』で披露されたほか、椎名（東京事変を含め）のNHK紅白歌合戦初選出となった『第62回NHK紅白歌合戦』で、本楽曲と東京事変の楽曲「女の子は誰でも」がメドレーで披露され、演奏は自身も所属していたバンドである東京事変が担当した。椎名曰く、石川さゆりが歌っているのをイメージしたとのこと。
  - 2019年10月28日～11月3日放送のKBS京都「京都・時の証言者」で2011年のBGMでも使用。
2. 私の愛するひと（Mon Amour）
3. 人生は思い通り（Le monde est à moi）

### 詳細
| #         | タイトル           | 作詞・作曲 | 編曲      | 時間  |
| --------- | ------------------ | ---------- | --------- | ----- |
| 1.        | 「カーネーション」 | 椎名林檎   | 斎藤ネコ  | 3:00  |
| 2.        | 「私の愛するひと」 | 椎名林檎   | 椎名林檎  | 3:01  |
| 3.        | 「人生は思い通り」 | 椎名林檎   | 斎藤ネコ  | 4:28  |
| 合計時間: | 合計時間:          | 合計時間:  | 合計時間: | 10:30 |

## 参加メンバー
| カーネーション vox, piano, guitar, bass, percussion：東京事変 harp：朝川朋之 flute：高桑英世 oboe：庄司さとし clarinet：重松希巳江 fagotto：福井 蔵 horn：藤田乙比古、北山順子 concertmaster：グレート栄田 violin：滝沢幸二郎、押鐘貴之、三宅政弘、長尾珠代、南條由起、高橋香織、三木希生子、小倉達夫、桐山なぎさ、越川 歩、白須 今、角田知寿子、栄田 緑、五十嵐彩子、岡田邦子 viola：秋山俊樹、細川亜維子、遠山克彦、三木章子、松本有理、鈴木るか cello：前田善彦、篠崎由紀、槙岡絵里香、友納真緒、村中麻里子、島津由美 contrabass：齋藤 順、斎藤輝彦、谷中 隆、安東章夫 conductor：斎藤ネコ 人生は思い通り vox, piano, guitar, bass, drums：東京事変 flute：高桑英世 clarinet：白石幸司 banjo：有田純弘 percussion：高田みどり trumpet：西村浩二、菅坡雅彦 trombone：村田陽一、奥村 晶 alto sax：吉田 治 tenor sax：山本拓夫 conductor：斎藤ネコ | 私の愛するひと The Beat from "heaven"：東京事変 Piano：伊澤一葉 Percussion：刄田綴色 Manipulator：中山信彦、椎名林檎 concertmaster：グレート栄田 strings：今野 均ストリングス violin：今野 均、藤堂昌彦、徳永友美、小倉達夫、藤家泉子、柳原有弥、石橋尚子、真部 裕、桐山なぎさ、伊能 修 森本安弘 入江 茜 納富彩歌、石亀協子、TAIRIKU viola：大沼幸江、榎戸崇浩、渡部安見子、松本有理、岡さおり、島岡智子 cello：岩永知樹、笠原あやの、江口心一、柏木広樹、結城貴弘、増本麻理 contrabass：齋藤 順、一本茂樹、赤池光治、玉木寿美 conductor：斎藤ネコ 東京事変 vox, cho & MIDI：椎名林檎 key, guitar & cho：伊澤一葉 guitar & cho：浮雲 bass：亀田誠治 drums：刄田綴色 スタッフ musician cordinator：宮田文雄 recording & mixing engineer：井上雨迩 additional engineer：南石聡巳 assistant engineer：板橋聖志、徳永 輝、高須寛光、川人俊之 mastering engineer：宮本茂男 piano tuner：梶 智洋 instruments technician：松村忠司、大関仁司、田中 誠 |

## カバー
- 安倍なつみ - 『光へ -classical & crossover-』（2015年）

### 注記
1. ↑  TBS系列のテレビドラマ『スマイル』主題歌。